# Nelahozeves
Nelahozeves (Duits: Mühlhausen) is een gemeente in de Tsjechische regio Midden-Bohemen, ten noorden van Praag en gelegen aan de Moldau. Het is bekend om het kasteel van de familie Lobkowicz, waarin een kunstcollectie gehuisvest is met werken van Diego Velázquez, Antonio Canaletto, Pieter Brueghel de Oude en Peter Paul Rubens, en om het geboortehuis van de componist Antonín Dvořák.

## Dvořák-festival

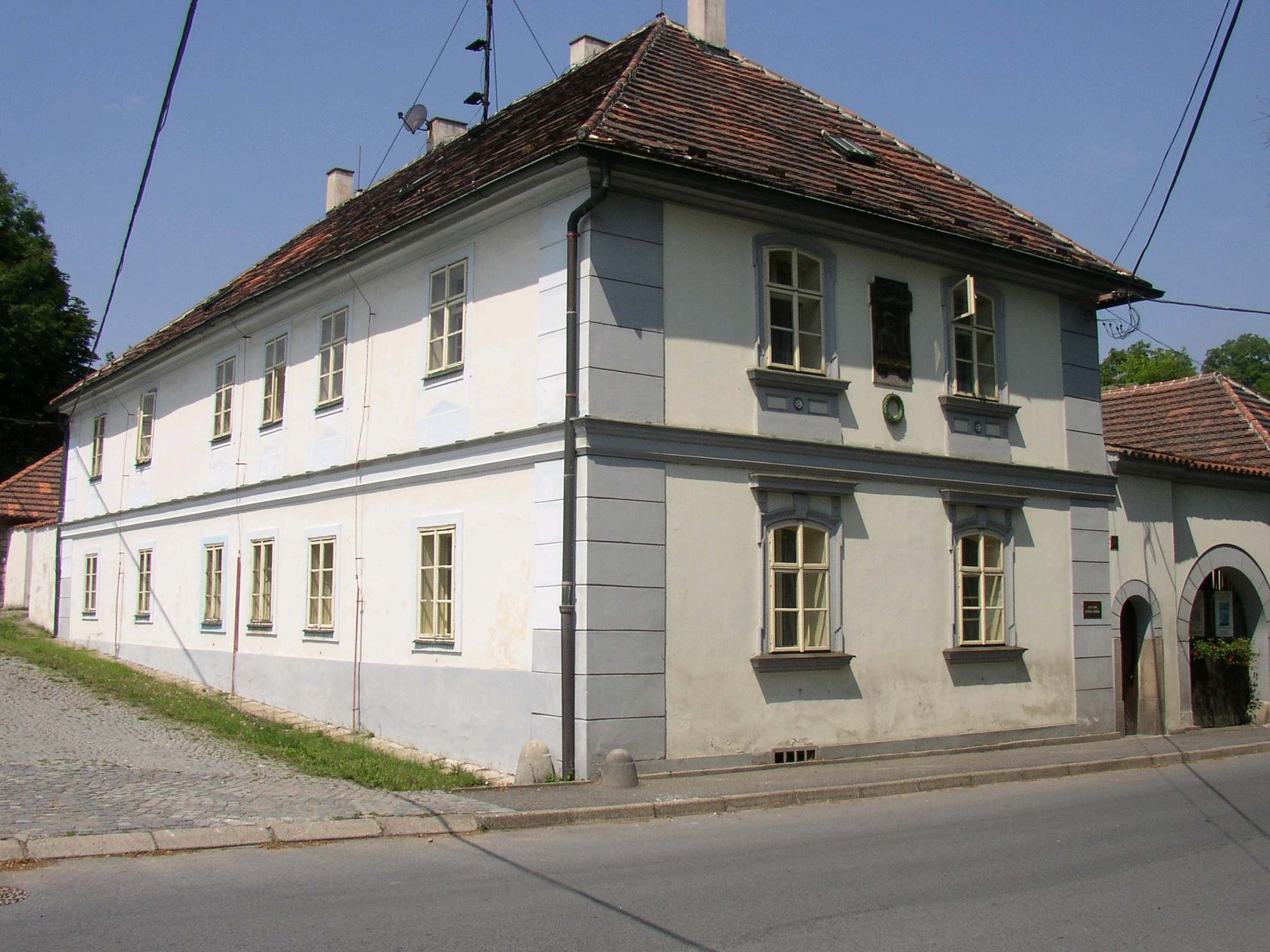
Het geboortehuis van Antonín Dvořák

Sinds 1993 vindt in Nelahozeves een muziekfestival plaats ter ere van Dvořák: Het "Dvořáks Muzikale Nelahozeves" (Dvořákova hudební Nelahozeves). Tussen maart en oktober worden tot 20 concerten gegeven. Er worden vele verschillende muziekstijlen gespeeld, "van klassiek tot jazz".
Het geboortehuis van Antonín Dvořák is ingericht als museum.

## Geboren
- Antonín Dvořák (1841-1904), componist, dirigent, muziekpedagoog, (alt)violist en organist